# Cyphostemma montagnacii
Cyphostemma montagnacii är en vinväxtart som beskrevs av Descoings. Cyphostemma montagnacii ingår i släktet Cyphostemma och familjen vinväxter. Inga underarter finns listade i Catalogue of Life.